# 안녕하십니까, 쿠르베 씨
《안녕하십니까, 쿠르베 씨》(프랑스어: Bonjour, Monsieur Courbet) 또는 《만남》(프랑스어: La rencontre)은 프랑스의 화가 귀스타브 쿠르베가 1854년에 그린 유화이다. 그림은 쿠르베가 몽펠리에로 가는 길에 그의 후원자인 알프레드 브뤼야스와 그의 하인 칼라스(Calas), 그리고 그의 개를 만나는 모습을 묘사하고 있다. 이 작품은 쿠르베의 대표작 중 하나이며 방황하는 유대인 신화를 바탕으로 만들어졌다.

## 설명
《안녕하십니까, 쿠르베 씨》는 쿠르베를 후원하던 알프레드 브뤼야스의 의뢰로 그려졌다. 이 그림은 1854년 5월, 쿠르베가 몽펠리에에 머무는 동안 그려졌으며, 그의 후원자가 될 알프레드 브뤼야스와의 만남을 상징하는 그림이다. 또한 1831년 피에르 를루 뒤 망(Pierre Leloup du Mans)이 판화한 〈방랑하는 유대인과 이야기하는 도시의 부르주아〉라는 유명한 판화에서 영감을 받았다. 이 그림은 1855년 파리 만국박람회에 전시되었으며, 비평가들은 이를 "안녕하십니까, 쿠르베 씨(Bonjour, Monsieur Courbet)"라고 조롱했다. 브뤼야스는 1868년 몽펠리에의 파브르 미술관에 기증하기 전까지 이 그림을 전시하지 않았다.
이 작품은 생장 드 베다(Saint-Jean de Védas)와 미르발(Mireval) 사이의 길에서 후원자이자 수집가인 알프레드 브뤼야스가 그의 하인 칼라스와 그의 개를 데리고 쿠르베를 만나는 장면을 묘사하고 있다. 붉은 머리의 브뤼야스는 모자를 벗어 쿠르베에게 정중하게 인사를 하고 있으며, 그 옆에 그의 하인 칼라스 또한 모자를 벗고 공손하게 머리 숙여 인사하고 있다. 반면, 화구가 든 배낭을 매고 기다란 지팡이를 짚고 서 있는 검은 수염의 쿠르베는 턱을 치켜들며 그들의 인사를 오만하게 받고 있다. 당시 쿠르베는 이 그림에 ‘천재에게 경의를 표하는 부(富)’라는 부제를 붙였을 만큼, 부자들이 예술가를 후원하는 것은 영광스러운 일 이라고 여겼다. 이는 당시 미술가를 후원하는 부자들이 늘어나게 되면서 화가들은 국가나 교회에 의존하지 않고 독자적으로 자신의 예술을 표현할 수 있게 되었는데, 이러한 배경으로 작품 속 자신의 모습을 자유롭고 당당한 모습으로 묘사한 것으로 보인다.